# Асиква (Ајдахо)
Асиква (енгл. Acequia) град је у америчкој савезној држави Ајдахо.

## Демографија
По попису из 2010. године број становника је 124, што је 20 (-13,9%) становника мање него 2000. године.
| Група             | 2000.      | 2010.      |
| Белци             | 79 (54,9%) | 68 (54,8%) |
| Афроамериканци    | 1 (0,7%)   | 1 (0,8%)   |
| Азијати           | 1 (0,7%)   | 0 (0,0%)   |
| Хиспаноамериканци | 62 (43,1%) | 54 (43,5%) |
| Укупно            | 144        | 124        |